# 美洲假吸血蝠
美洲假吸血蝠（学名：Vampyrum spectrum），属哺乳綱翼手目葉口蝠科，也是美洲假吸血蝠屬的唯一物种，棲息於墨西哥、中美洲及南美洲。其同科近亲有窄齒長舌蝠屬（窄齒長舌蝠）、纓唇蝠屬（纓唇蝠）、圓耳蝠屬（圓耳蝠）等之數種。
美洲假吸血蝠為新大陸上最大型的蝙蝠，同時也是最大型的肉食性蝙蝠，翼展可達 0.7—1.0米（2.3—3.3英尺）。具有粗壯的頭顱與牙齒，可以透過強大的咬合力殺死獵物，多半以鳥類、囓齒類、昆蟲或其他蝙蝠為食。
和其他大部分的蝙蝠不同，美洲假吸血蝠為單配偶制，群體由一頭成年雄性與一頭成年雌性及牠們的後代所組成，雄性負責將食物帶回巢穴餵養群體，多半位於樹洞之中。由於數量稀少加上棲息地破壞的威脅，美洲假吸血蝠已被國際自然保護聯盟標為近危物種。

## 描述
美洲假吸血蝠為新大陸上最大型的蝙蝠，同時也是世界上最大行的肉食性蝙蝠。翼展可達 0.7—1.0米（2.3—3.3英尺） 
，前臂長度為 101—110 mm（4.0—4.3英寸），拇指長 21.4—22.2 mm（0.84—0.87英寸），上面具有類似貓的彎曲利爪。全身體長可達 135—147 mm（5.3—5.8英寸），體重約為 134—189 g（4.7—6.7 oz）。
總體來說，美洲假吸血蝠的頭顱骨類似於縮小版的犬科或熊科頭顱骨
美洲假吸血蝠的腦相對於身體來說偏大（1:67），其腦部身體質量比甚至較貓狗還高。